# Lista de viagens vice-presidenciais de Kamala Harris
Esta é uma lista das viagens vice-presidenciais internacionais realizadas por Kamala Harris, a 49º e atual Vice-presidente dos Estados Unidos. Como vice-presidente estadunidense, Harris participa frequentemente de fóruns de cooperação internacionais, reuniões de cúpula e demais eventos diplomáticos intergovernamentais nos quais a presença do Presidente não é possível ou necessariamente requisitada.
Como o cargo que ocupa possui menos incumbências diplomáticas em comparação ao cargo de Presidente, Harris têm realizado poucas viagens internacionais quando comparada a Joe Biden que possui um amplo histórico de visitas diplomáticas ao redor do mundo desde seu mandato como vice-presidente de Barack Obama (2009-2017). Devido principalmente à pandemia de COVID-19, em curso quando do início de seu mandato, a Administração Biden reduziu consideravelmente a frequência de encontros pessoais com líderes estrangeiros e até mesmo viagens e eventos públicos em seu próprio país entre 2021 e 2022. Desde sua posse em 20 de janeiro de 2021, Harris realizou 14 viagens internacionais na qual visitou 21 diferentes países.

## 2021
|   | País      | Cidade/Região       | Período          | Anfitrião            | Notas |
| - | --------- | ------------------- | ---------------- | -------------------- | --- |
| 1 | Guatemala | Cidade da Guatemala | 6-7 de junho     | Alejandro Giammattei | Em sua primeira viagem internacional como vice-presidente, Harris realizou uma jornada dupla visitando Guatemala e México, duas nações vistas como prioridades para as políticas de controle imigratório do governo estadunidense. Durante a primeira etapa da visita, Harris foi recebida pelo Presidente guatemalteco Alejandro Giammattei no Palácio Nacional, onde ambos os líderes reafirmaram a intenção mútua de ampliar os esforços militares conjuntos e investimentos em áreas de educação, tecnologia e segurança eleitoral. |
| 1 | México    | Cidade do México    | 8-9 de junho     | López Obrador        | Em sua viagem ao México, Harris foi recebida pelo Presidente mexicano Andrés Manuel López Obrador no Palácio Nacional. Os dois líderes assinaram um memorando concordando em ampliar os esforços para estabelecer uma parceria estratégica em economia e segurança no Triângulo Norte. Harris e Obrador concordaram que o incentivo à indústria e economia na América Central seria uma forma de "contornar a onda migratória ilegal" na fronteira mexicano-estadunidense. |
| 2 | Singapura | Singapura           | 22-24 de agosto  | Lee Hsien Loong      | Em sua primeira visita vice-presidencial ao continente asiático, Harris reuniu-se com o Primeiro-ministro singapurense Lee Hsien Loong para debater assuntos de interesse comum entre as duas nações, como ampliação das trocas comerciais e cooperação em áreas estratégicas como tecnologia, educação, medicina e pesquisas científicas. Durante a visita, Harris salientou os esforços dos Estados Unidos com relação à instabilidade política no Afeganistão e reforçou o apoio da Administração Biden à "liberdade de navegação" no Mar do Sul da China. |
| 2 | Vietname  | Hanói               | 25-27 de agosto  | Nguyễn Xuân Phúc     | Harris tornou-se a primeira vice-presidente estadunidense a visitar o Vietnã desde o restabelecimento das relações diplomáticas entre os dois países em 1995. Harris foi recebida pelo Presidente vietnamita Nguyễn Xuân Phúc no Palácio Presidencial de Hanói, onde discursou à imprensa sobre a intenção da Administração Biden em fortalecer a presença diplomática e comercial norte-americana na região. Durante a visita, Harris também reiterou sua oposição às reivindicações territoriais chinesas no Mar do Sul da China, salientando respeitar o que havia sido determinado pela Convenção sobre o Direito do Mar de 1982. |
| 3 | França    | Paris               | 8-13 de novembro | Emmanuel Macron      | Em sua primeira viagem vice-presidencial ao continente europeu, Harris representou o governo estadunidense no Fórum da Paz de Paris e na Conferência de Paris sobre a Líbia, duas reuniões multilaterais consideradas "estratégicas" para os interesses externos estadunidenses. Na primeira etapa de sua visita, Harris e o Segundo-cavalheiro Douglas Emhoff visitaram o Instituto Pasteur para discutir os avanços nas pesquisas de câncer de mama e prestaram homenagem às vítimas dos ataques de novembro de 2015. Em recepção de Estado no Palácio do Eliseu, Harris classificou a reunião bilateral com Macron como "muito importante para nós" e destacou os interesses mútuos compartilhados pelos dois países em áreas como combate ao terrorismo, tecnologia militar e cooperação energética internacional. |

## 2022
|   | País                   | Cidade/Região         | Período            | Anfitrião         | Notas |
| - | ---------------------- | --------------------- | ------------------ | ----------------- | --- |
| 4 | Honduras               | Tegucigalpa           | 26 de janeiro      | Xiomara Castro    | Em sua segunda visita vice-presidencial à América Central, Harris participou da cerimônia de posse de Xiomara Castro como a primeira mulher eleita Presidente de Honduras. Após a cerimônia presidencial, Harris e Castro realizaram uma reunião bilateral onde debateram termas de interesse mútuo como cooperação em segurança, combate à corrupção e pobreza e investimentos em educação e qualidade de vida da população. Na ocasião, Harris voltou a defender que maiores investimentos das nações do Triângulo Norte em melhoria da qualidade de vida de suas respectivas populações seria uma estratégia importante para reduzir o fluxo migratório ilegal na região.                |
| 5 | Alemanha               | Munique               | 18-19 de fevereiro | Olaf Scholz       | Harris participou da Conferência de Segurança de Munique, onde reafirmou sua oposição às reivindicações territoriais da Rússia sobre a região histórica da Crimeia. Paralelamente, Harris reuniu-se com Jens Stoltenberg, o Secretário-geral da Organização do Tratado do Atlântico Norte, e ambos os líderes expressaram seu apoio definitivo à "soberania e integridade territorial" da Ucrânia enquanto Harris expressou a intenção da Administração Biden em reforçar a "unidade transatlântica" entre os países europeus e os Estados Unidos. |
| 6 | Polónia                | Varsóvia              | 10 de março        | Andrzej Duda      | Em sua visita oficial à Polônia, Harris reuniu-se com o Presidente Andrzej Duda e o Primeiro-ministro polonês Mateusz Morawiecki no Palácio Belweder, onde debateram sobre cooperação militar e tecnológica e segurança regional na Europa Oriental. Durante uma coletiva de imprensa, Harris manifestou oposição à ocupação russa na fronteira ucraniana e reiterou os interesses mútuos da Organização do Tratado do Atlântico Norte (OTAN) com os Estados Unidos em manter a paz na região. |
| 6 | Roménia                | Bucareste             | 11 de março        | Klaus Iohannis    | Na segunda etapa de sua viagem, Harris reuniu-se com o Presidente da Romênia Klaus Iohannis. Os dois líderes manifestaram apoio à Ucrânia diante da invasão russa e a subsequente onda de refugiados migrando para os países vizinhos. Harris novamente afirmou que os Estados Unidos pretendem cooperar com a Organização do Tratado do Atlântico Norte (OTAN) para criar frentes diplomáticas de negociação com a Rússia. |
| 7 | Emirados Árabes Unidos | Abu Dhabi             | 15-16 de maio      | Maomé bin Zayed   | Harris liderou uma delegação do governo estadunidense enviada especialmente para a cerimônia fúnebre de Khalifa bin Zayed al Nahyan que havia sido o Presidente dos Emirados Árabes Unidos desde 2004. Durante sua reunião privada com membros importantes da Casa de Al Nahyan, Harris afirmou que o país era "um parceiro e aliado" dos Estados Unidos e reafirmou o comprometimento da Administração Biden em fortalecer as negociações e alianças estratégicas que levem à "segurança e prosperidade" na região. |
| 8 | Japão                  | Tóquio                | 26-27 de setembro  | Fumio Kishida     | Em sua primeira visita vice-presidencial ao Japão, Harris foi recebida pelo Primeiro-ministro Fumio Kishida e participou do funeral público de Shinzo Abe, ex-primeiro-ministro que havia sido assassinado em julho daquele ano. Durante a coletiva de imprensa com Fumio, Harris declarou que a aliança nipo-estadunidense têm sido "uma pedra fundamental para a manutenção da paz na região do Indo-Pacífico". |
| 8 | Coreia do Sul          | Seul                  | 28-29 de setembro  | Yoon Suk-yeol     | No encerramento de sua viagem pela Ásia, Harris reuniu-se com o Presidente sul-coreano Yoon Suk-yeol na Casa Azul, em Seul. Os dois líderes condenaram conjuntamente a escalada de atividades militares da Coreia do Norte na região da fronteira entre dos países nos meses recentes enquanto Harris particularmente classificou o país como "uma ditadura brutal que abusa dos direitos humanos". Na sequência de sua visita, Harris visitou a Zona Desmilitarizada da Coreia e reafirmou a posição estadunidense de apoiar a soberania de Taiwan. |
| 9 | Tailândia              | Banguecoque           | 18-20 de novembro  | Prayut Chan-o-cha | Em sua segunda visita vice-presidencial ao Sudeste asiático, Harris participou da Cúpula da Cooperação Econômica Ásia-Pacífico representando o Presidente estadunidense Joe Biden que já havia visitado a região semanas antes para a Cúpula do G20 de Bali. Durante o evento, Harris discursou sobre o investimento estadunidense na promoção e uso amplificado de fontes de energia renováveis pelos países asiáticos. Posteriormente, Harris reuniu-se bilateralmente com o Primeiro-ministro tailandês Prayut Chan-o-cha e com o Presidente da China Xi Jinping e reafirmou o interesse do governo estadunidense em manter "uma linha aberta de comunicação" entre os países da região. |
| 9 | Filipinas              | Manila Porto Princesa | 21-22 de novembro  | Bongbong Marcos   | No encerramento de suas viagens pelo Sudeste asiático, Harris visitou diversas localidades nas Filipinas, país considerado um aliado estratégico dos Estados Unidos no Mar do Sul da China. Harris reuniu-se com o Presidente Bongbong Marcos e a Vice-presidente Sara Duterte e os líderes reafirmaram a intenção em fortalecer a aliança defensiva e a cooperação econômica entre os países. Na segunda etapa da viagem, Harris visitou representantes civis e tropas da guarda costeira filipina em Porto Princesa, Palauã, e reafirmou a oposição do governo estadunidense às reivindicações territoriais chinesas na região.                                                           |

## 2023
|    | País        | Cidade/Região | Período            | Anfitrião          | Notas |
| -- | ----------- | ------------- | ------------------ | ------------------ | --- |
| 10 | Alemanha    | Munique       | 16-18 de fevereiro | Olaf Scholz        | |
| 11 | Gana        | Acra          | 27-29 de março     | Nana Akufo-Addo    | Na primeira etapa de sua extensa viagem ao continente africano, Harris foi recebida pelo Presidente ganês Nana Akufo-Addo no Palácio Presidencial de Acra, onde ambos os líderes reafirmaram o comprometimento mútuo em atrair maiores investimentos para o comércio continental africano. Durante coletiva de imprensa, Harris anunciou um apoio financeiro estadunidense ao governo ganiano no combate aos grupos paramilitares que causam instabilidade política na região. |
| 11 | Tanzânia    | Dar es Salaam | 29-30 de março     | Samia Suluhu       | |
| 11 | Zâmbia      | Lusaka        | 30-31 de março     | Hakainde Hichilema | |
| 12 | Bahamas     | Nassau        | 8-9 de junho       | Philip Davis       | Harris co-presidiu a Cúpula de Líderes Estados Unidos-Caribe cujo objetivo é fortalecer as relações diplomáticas e comerciais entre os Estados Unidos e a região americana. Durante o evento, Harris anunciou um pacote de investimentos norte-americanos em áreas de economia e ações sociais visando reduzir o impacto do tráfico de armas e da crise política haitiana. A reunião de cúpula foi descrita pelo governo estadunidense como "resultado de acordos" anteriores estabelecidos durante a 9.ª Cúpula das Américas, em junho de 2022, e em encontros bilaterais com líderes da região em meados do ano anterior.                                    |
| 13 | Indonésia   | Bali          | 4-7 de setembro    | Joko Widodo        | Harris viajou à Bali para representar Joe Biden na 43.ª Cúpula da Associação de Nações do Sudeste Asiático, evento considerado altamente estratégico para os interesses estadunidenses na região. Durante o evento, Harris afirmou o apoio estadunidense à manutenção da segurança e paz regional e ao diálogo diplomático aberto entre os países-membros da organização. Harris também realizou reuniões bilaterais com o Presidente da Indonésia Joko Widodo e o Presidente das Filipinas Bongbong Marcos para debater temas como os efeitos econômicos da Guerra na Ucrânia, a Guerra Civil de Mianmar e as reivindicações chinesas no Mar do Sul da China. |
| 14 | Reino Unido | Londres       | 1-2 de novembro    | Rishi Sunak        | |